# نهائي كأس الرابطة الفرنسية 2006
نهائي كأس الرابطة الفرنسية 2006 هي المباراة النهائية من منافسة كأس الرابطة الفرنسية 2005–06 ‏، أقيمت المباراة في 22 أبريل 2006، في ملعب فرنسا، بين فريقي نادي نانسي، ونادي نيس، وفاز فيها نادي نانسي، بعد أن هزم نادي نيس، بنتيجة 2 - 1، وكان حكم المباراة برتراند لايك، وحضر المباراة 76830 شخصاً.

## تفاصيل المباراة
لعبت المباراة النهائية في 22 أبريل 2006.
| نادي نانسي                        | 2 -1 | نادي نيس            |
| --------------------------------- | ---- | ------------------- |
| منصف زرقا 22 ' · كارلوس دياز 65 ' |      | ماراما فاهيروا 48 ' |